# اضطراب تقلبات المزاج التخريبية
اضطراب تقلبات المزاج التخريبية (دي. إم. دي. دي.)، هو اضطراب نفسي يصيب الأطفال والمراهقين ويتميز عن غيره باستمرارية الحالة المزاجية الحادة والغاضبة، والنوبات المزاجية المتكررة وغير المتناسبة مع الموقف، وحدّته الشديدة مقارنةً بردود الأفعال النموذجية للأقران من نفس العمر. أُضيف اضطراب تقلبات المزاج التخريبية إلى الدليل التشخيصي والإحصائي للاضطرابات النفسية (الطبعة الخامسة) باعتباره نمطًا من أنماط تشخيصات الاضطرابات الاكتئابية عند الشباب. تتشابه أعراض اضطراب تقلبات المزاج التخريبية مع تلك المرتبطة بكل من اضطراب قصور الانتباه وفرط الحركة (إيه. دي. إتش. دي.)، واضطراب التحدي المعارض (أو. دي. دي.)، واضطرابات القلق، واضطراب ثنائي القطب لدى الأطفال.
صُنف اضطراب تقلبات المزاج التخريبية لأول مرة بصفته اضطرابًا في الدليل التشخيصي والإحصائي للاضطرابات النفسية (الطبعة الخامسة) في عام 2013، وذلك ضمن إطار الاضطرابات المزاجية. يشتمل العلاج على تناول الأدوية بغرض السيطرة على الأعراض المزاجية، بالإضافة إلى العلاج الفردي والأسري الهادف إلى تناول مهارات التنظيم العاطفي. يُعتبر الأطفال المصابون باضطراب تقلبات المزاج التخريبية أكثر عرضةً للإصابة بالاكتئاب والقلق في وقت لاحق من حياتهم. 

## العلامات والأعراض
يفيد معظم آباء الأطفال المصابين باضطراب تقلبات المزاج التخريبية بأن علامات الاضطراب قد ظهرت لأول مرة على أطفالهم خلال مرحلة ما قبل المدرسة. يختبر الأطفال المصابون بهذا الاضطراب نوبات مزاجية متكررة لثلاث مرات أو أكثر في الأسبوع الواحد. يختبر الشباب الذين يعانون من اضطراب تقلبات المزاج التخريبية نوبات غير متناسبة من حيث شدتها أو مدتها، بينما يختبر العديد من الأطفال نوبات غضب عرضية وحسب. قد تظهر هذه النوبات في إطار لفظي أو سلوكي. يصف المراقبون النوبات اللفظية غالبًا بأنها «هيجانات» أو «هجمات». قد يصرخ الأطفال ويصيحون ويبكون لفترات مفرطة الطول، وقد تترافق هذه الأعراض مع القليل من الاستفزاز. قد تستهدف النوبات الجسدية الأشخاص أو الممتلكات، وقد يرمي خلالها الأطفال الأشياء، وقد يضربون الآخرين أو يصفعوهم أو يعضونهم، وقد يدمرون الألعاب أو الأثاث، أو يتصرفون بأسلوب مؤذٍ أو تخريبي.
يختبر الأطفال الذين يعانون من اضطراب تقلبات المزاج التخريبية استمرارية في الحالة المزاجية الحادة أو الغاضبة التي يُمكن للآخرين ملاحظتها. يصف الآباء والمعلمون وزملاء الدراسة هؤلاء الأطفال بأنهم غاضبون عادةً، وشديدو الحساسية، ومتذمرون، أو تسهل استثارتهم. تتسم حدية المزاج التي تظهر لدى الأطفال المصابين باضطراب تقلبات المزاج التخريبية بأنها غير عرضية وليست معتمدةً على الموقف، أي على عكس الحالات المزاجية الحادة التي تُعتبر عرضًا من أعراض اضطرابات الطفولة الأخرى مثل اضطراب التحدي المعارض واضطرابات القلق والاضطراب الاكتئابي الرئيس. توصف حدة المزاج أو الغضب في حالة اضطراب تقلبات المزاج التخريبية بأنها شديدة، ومستمرة خلال أغلب اليوم، ومتكررة كل يوم تقريبًا في بيئات متعددة، ومستمرة لمدة عام أو أكثر.
يتضمن الدليل التشخيصي والإحصائي للاضطرابات النفسية (الطبعة الخامسة) العديد من المعايير التشخيصية الإضافية التي من شأنها أن تصف بداية الاضطراب ومدته والبيئة التي ينشط فيها: ينبغي أن تظهر النوبات لمدة 12 شهرًا على الأقل وأن تحدث في بيئتين على الأقل (كالمنزل والمدرسة مثلًا)، ويجب أن تتسم النوبات بأنها شديدة عند حدوثها في بيئة واحدة على الأقل. تظهر الأعراض قبل سن العاشرة، وينبغي إجراء التشخيص بين سن السادسة والثمانية عشر. طُبق هذا التشخيص الجديد بغية مساعدة الأطفال الذين لم تجرِ معالجة هيجانات غضبهم الانفجارية بشكل صحيح على الرغم من تشخيصهم باضطراب ثنائي القطب.

### الاعتلالات المشتركة
قد تُلاحظ السمات الأساسية لاضطراب تقلبات المزاج التخريبية –كالنوبات المزاجية وحدة المزاج المزمنة مثلًا- عند الأطفال والمراهقين الذين يعانون من أمراض نفسية أخرى. قد يغدو تمييز اضطراب تقلبات المزاج التخريبية من بين هذه الاضطرابات الأخرى أمرًا صعبًا. هناك ثلاثة اضطرابات مشابهة لاضطراب تقلبات المزاج التخريبية: اضطراب قصور الانتباه وفرط الحركة (إيه. دي. إتش. دي.)، واضطراب التحدي المعارض (أو. دي. دي.)، واضطراب ثنائي القطب عند الأطفال. بالإضافة إلى ذلك، يتصاحب هذا الاضطراب مع الاضطرابات الداخلية والخارجية في كل من العينات المجتمعية والسريرية، لا سيما اضطراب التحدي المعارض، وغالبًا ما تتسم النتائج الوظيفية طويلة الأمد بضعفها.

### اضطراب قصور الانتباه وفرط الحركة
يُعتبر اضطراب قصور الانتباه وفرط الحركة اضطرابًا في النمو العصبي، ويتميز بوجود مشاكل في قصور الانتباه و/أو فرط الحركة- الاندفاعية.
غالبًا ما يُظهر الأطفال المصابون باضطراب تقلبات المزاج التخريبية العديد من سمات المتمثلة في فرط الحركة والاندفاع، وهي سمات تميز اضطراب قصور الانتباه وفرط الحركة. ومع ذلك، يُمكن التمييز بين الاضطرابين من خلال طريقتين على الأقل. أولًا، يُعتبر اضطراب تقلبات المزاج التخريبية اضطرابًا اكتئابيًا مصاحبًا لمقومات مزاجية شديدة، بينما يُعد اضطراب قصور الانتباه وفرط الحركة اضطرابًا في النمو العصبي. تُعتبر استمرارية الحالة المزاجية الحادة أو الغاضبة إحدى سمات اضطراب تقلبات المزاج التخريبية البارزة. وفي المقابل، لا يعاني الأطفال المصابون باضطراب قصور الانتباه وفرط الحركة عادةً من حدية المزاج أو الغضب (على الرغم من كون التقلبات العاطفية عرضًا شائعًا). ثانيًا، يتميز اضطراب تقلبات المزاج التخريبية بأنه يتصاحب مع نوبات مزاجية شديدة ومتكررة، وهي سمة لا ينطوي عليها اضطراب قصور الانتباه وفرط الحركة. يتصرف العديد من الأطفال المصابين باضطراب قصور الانتباه وفرط الحركة بطريقة اندفاعية، لكنهم لا يختبرون عادةً عدوانيةً لفظيةً أو جسديةً تجاه الآخرين أو الممتلكات. يُمكن أن يُشخص الأطفال المصابون باضطراب قصور الانتباه وفرط الحركة باضطراب تقلبات المزاج التخريبية.

### اضطراب التحدي المعارض
يُعتبر اضطراب التحدي المعارض اضطرابًا سلوكيًا تخريبيًا، ويتميز بالتصرفات المنطوية على التحدي والتعارض والعدائية -في بعض الأحيان- التي تستهدف الأشخاص الآخرين.
يظهر اضطراب التحدي المعارض في مرحلة الطفولة على غرار اضطراب تقلبات المزاج التخريبية، وغالبًا ما يتميز بالحالات المزاجية الحادة ونوبات الغضب. علاوةً على ذلك، تتصف سمات كلا الاضطرابين باستمراريتها، إذ عادةً ما تظهر على الأطفال الذين يعانون من أحد هذين الاضطرابين علامات وأعراض تستمر لأشهر أو سنوات. يتشابه كلا الاضطرابين أيضًا بظهور سماتهما بشكل متكرر ومتزامن. يستوفي جميع الأطفال الذين يعانون من اضطراب تقلبات المزاج التخريبية تقريبًا المعايير التشخيصية لاضطراب التحدي المعارض. ومع ذلك، لا يستوفي سوى 15% من الأطفال المصابين باضطراب التحدي المعارض المعايير التشخيصية لاضطراب تقلبات المزاج التخريبية. يعتقد بعض الخبراء أن اضطراب تقلبات المزاج التخريبية شكل حاد من أشكال اضطراب التحدي المعارض، وهو شكل تبرز فيه مشاكل الأطفال المزاجية إلى حد كبير. لا يُمكن تشخيص الأطفال بكلا الاضطرابين معًا بحسب الدليل التشخيصي والإحصائي للاضطرابات النفسية (الطبعة الخامسة). يُشخص الطفل باضطراب تقلبات المزاج التخريبية فقط (الاضطراب الأكثر خطورة بينهما) في حال استيفائه لمعايير كلا الاضطرابين.
يُمكن تمييز اضطراب تقلبات المزاج التخريبية بعدة طرق على الرغم من تشابهه مع اضطراب التحدي المعارض. أولًا، يُعتبر اضطراب التحدي المعارض اضطرابًا سلوكيًا لا اضطرابًا مزاجيًا، مثله مثل اضطراب قصور الانتباه وفرط الحركة. قد يعاني الأطفال المصابون باضطراب التحدي المعارض من حدة مزاجية أو نوبات غضب، إلا أن السمات البارزة تنطوي على السلوك غير المطاوع والمتسم بالتحدي، مثل تجاهل الوالدين أو رفض القيام بالأعمال المنزلية أو التصرف بأسلوب حاقد أو ممتعض. ثانيًا، يستهدف السلوك المعارض لدى الأطفال المصابين باضطراب التحدي المعارض أشخاصًا معينين. على سبيل المثال، قد يتصرف الطفل المصاب باضطراب التحدي المعارض بأسلوب متسم بالتحدي مع والدته على الرغم من كونه مطيعًا في تعامله مع والده. وفي المقابل، يستهدف كل من الغضب والعدوانية الجسدية لدى الأطفال المصابين باضطراب تقلبات المزاج التخريبية معظم الأشخاص والأشياء. على سبيل المثال، قد تستهدف نوبات الغضب التي يعاني منها الطفل المصاب باضطراب تقلبات المزاج التخريبية كلا الوالدين، وقد يُظهر الطفل حديةً مزاجيةً في تعامله مع معلميه وزملائه في الدراسة، وقد يكسر الأشياء عند شعوره بالانزعاج. ثالثًا، يختلف كلا الاضطرابين عن بعضهما البعض فيما يتعلق بمدة النوبات وشدتها عند الأطفال. قد يتجاهل الطفل المصاب باضطراب التحدي المعارض طلبات والديه أو يرفض الامتثال لأوامرهما بعناد، بينما قد يصيح الطفل المصاب باضطراب تقلبات المزاج التخريبية أو يصرخ أو حتى يضرب والديه تعبيرًا عن غضبه. غالبًا ما تتصاحب النوبات مع القليل من الاستفزاز لدى الأطفال المصابين باضطراب تقلبات المزاج التخريبية، بالإضافة إلى كون هذه النوبات أطول من المتوقع مقارنةً بغيرها. أخيرًا، يُظهر الأطفال المصابين باضطراب تقلبات المزاج التخريبية نتائج إنمائية مختلفة عن تلك التي يُظهرها الشباب المصابون باضطراب التحدي المعارض. غالبًا ما يكون الشباب المصابون باضطراب التحدي المعارض أكثر عرضةً لتطوير مشاكل سلوكية خطيرة، بينما يزداد خطر الإصابة بالقلق والاكتئاب في مرحلتي الطفولة المتأخرة والمراهقة لدى الشباب المصابين باضطراب تقلبات المزاج التخريبية.

## هوامش
- ملاحظة 1 من الإنجليزية Disruptive mood dysregulation disorder

## أنظر أيضا
- اضطراب الشخصية متقلب